# Organhandel
Organhandel innebär handel med (oftast mänskliga) organ som sedan används till organtransplantationer. Organhandel uppkommer när  efterfrågan på friska organ överstiger utbudet av legalt donerade organ. Människor i behov av nya organ måste därför under lång tid stå i kö innan en operation kan utföras. I Sverige transplanterades exempelvis 419 njurar under år 2008, varav endast 136 kom från levande donatorer. I de resterande 283 fallen med organ från en avliden donator var patienten tvungen att först invänta en lämplig donators död. Detta trots att det finns ett flertal fördelar med donation från levande donatorer.
Organhandel är illegal över nästan hela världen och är ett stort problem i bland annat utvecklingsländer. Nästan samtliga organ inom den illegala handeln kommer från fattiga människor som för en summa pengar gått med på att sälja ett organ.[källa behövs]
De kan även komma från avrättade brottslingar. I Kina har denna handel tidigare varit väldigt omfattande fram till att organhandel förbjöds den 1 maj 2007. Kinesiska myndigheter har hävdat att alla dödsfångar har givit sitt tillstånd till transplantationen, det är dock starkt tabu att begravas utan alla organ, även om det är tillåtet att som dödsdömd sälja sina organ i Kina.
Det förekommer att människor mördas för att illegala försäljare vill åt deras organ, och ofta drar organiserad brottslighet en summa från förtjänsterna.[källa behövs]
Organhandel är ett omstritt medicinsk-etiskt problem. Motståndarna framhåller ofta att fattiga människor som säljer sina organ inte skulle gjort det om de vore rikare och att hanteringen sköts av tvivelaktiga aktörer som den kinesiska diktaturen och diverse maffia-organisationer. Förespråkarna påpekar att en fri marknad skulle kunna lösa dagens brist på organ och därmed avhjälpa det stora lidandet hos alla de som köar i väntan på transplantation. De som vill legalisera organhandel menar ibland också att dagens illegala organhandel har mer med den svarta marknaden att göra än med organhandel som sådan, och hänvisar exempelvis till maffians framväxt under alkoholförbudet på 1920- och 30-talen i USA. Internationellt har filosofen James Stacey Taylor förespråkat en fri marknad för handel med njurar i boken Stakes and Kidneys. I Sverige har likartade åsikter framförts bland annat av professorn i praktisk filosofi Torbjörn Tännsjö och av Fria moderata studentförbundets ordförande Ulrik Franke.